# Тейшейра, Рикарду
Рика́рду Тейше́йра (порт. Ricardo Teixeira, родился 2 августа 1982 года в Порту, Португалия) португало-ангольский автогонщик. Является обладателем двойного гражданства и выступает под португальским  флагом в сезоне 2009 GP2, хотя перед этим выступал под ангольским. Его карьера поддерживается ангольской нефтяной компанией Sonangol.

## Карьера

### Формула-БМВ
Тейшейра начал свою автогоночную карьеру в 2001  с участия в кубке юниоров Формулы-БМВ в Португалии. Он финишировал на двадцатой позиции по итогам чемпионата.

### Формула-3
Рикарду перешёл в национальный класс чемпионата Британской Формулы-3 в 2002, но в том году он не смог стартовать ни в одной гонке. В 2003 он иногда участвовал в гонка чемпионата Формулы-3 BRSCC's ARP и смог победить в одной гонке.
Он вернулся в британскую серию в 2005 после потери нескольких лет из-за обучения с командой Carlin Motorsport, финишировал девятым в чемпионате. В следующем сезоне он повысился до седьмого места, несмотря на смену команды на Performance Racing Europe и участие не во всех этапах. В 2007 он перешёл в класс чемпионата с Performance Racing, очков не набирал. В 2008 он перешёл в команду Ultimate Motorsport использующую шасси Mygale, но снова очков не зарабатывал и завершил сезон на предпоследней 21-й позиции зачёта.
Тейшейра также выступил в двух гонках ATS Formel 3 Cup в 2007 и двух гонках Формула-3 Мастерс, где его лучшим результатом стало 24-е место.

### GP2
Тейшейра был подписан командой Trident Racing на выступление в пятом и шестом этапах сезоне 2008-09 GP2 Asia. Он заменил Франки Провенцано и стал седьмым пилотом команды. Рикарду стал первым ангольским пилотом, который дошёл до столь высокой ступени автоспорта. Trident оставила Тейшейру на Сезон 2009 GP2. Он стал первым пилотом со врёмен Кристиана Баккеруда в 2007, кто не смог пройти квалификацию, поскольку время его круга было медленнее 107% от времени поул-позиции Ромена Грожана в Монако.

## Результаты выступлений

### Гоночная карьера
| Сезон   | Серия                         | Команда                                             | Гонки | Поулы | Победы | Очки | Место |
| 2001    | Формула-БМВ Junior Cup Iberia | ?                                                   | ?     | ?     | ?      | 28   | 20    |
| 2002    | Британская Формула-3          | Essencial Motorsport (Н)                            | 0     | 0     | 0      | 0    | НКЛ   |
| 2003    | ARP Formula 3 Championship    | Rowan Racing                                        | 5     | 0     | 1      | 47   | 8     |
| 2005    | Британская Формула-3          | Carlin Motorsport (Н)                               | 15    | 0     | 0      | 61   | 9     |
| 2006    | Британская Формула-3          | Carlin Motorsport (Н) Performance Racing Europe (Н) | 14    | 0     | 0      | 74   | 7     |
| 2007    | Британская Формула-3          | Performance Racing Europe                           | 22    | 0     | 0      | 0    | НКЛ   |
| 2007    | ATS Formel 3 Cup              | Rennsport Rössler                                   | 2     | 0     | 0      | 0    | НКЛ   |
| 2007    | Формула-3 Мастерс             | Performance Racing Europe                           | 1     | 0     | 0      | Н/Д  | 24    |
| 2008    | Британская Формула-3          | Ultimate Motorsport                                 | 20    | 0     | 0      | 0    | 21    |
| 2008    | Формула-3 Мастерс             | Ultimate Motorsport                                 | 1     | 0     | 0      | Н/Д  | НКЛ   |
| 2008-09 | GP2 Asia                      | Trident Racing                                      | 4     | 0     | 0      | 0    | 38    |
| 2009    | GP2                           | Trident Racing                                      | 10    | 0     | 0      | 0    | 26    |

### Результаты выступлений в серии GP2
| Легенда к таблице |                                                                    |
| --- | ------------------------------------------------------------------ |
| В таблице перечислены результаты всех гонок, в которых принимал участие гонщик. Строками таблицы являются сезоны, столбцами — этапы соревнований. В каждой клетке указаны сокращённое название этапа и результат, дополнительно обозначенный цветом. Расшифровка обозначений и цветов представлена в нижеследующей таблице. |                                                                    |
| \| Пример \| Описание \| \| ------------ \| ------------------------------------------------------------------ \| \| 1 \| Победитель \| \| 2 \| Второе место \| \| 3 \| Третье место \| \| 5 \| Финишировал, заработав очки \| \| Сход \| Не финишировал, но при этом заработал очки \| \| 12 \| Финишировал, не получив очков \| \| НКЛ \| Финишировал, но не попал в финальную классификацию \| \| 15 \| Участвовал вне зачёта, либо по отдельной классификации \| \| 18 \| Не финишировал, но попал в финальную классификацию \| \| Сход \| Не финишировал \| \| НКВ \| Не прошёл квалификацию \| \| НПКВ \| Не прошёл предквалификацию \| \| ДСК \| Дисквалифицирован \| \| ИСК \| Исключён из протокола соревнований \| \| ТТ \| Заявлен для участия только в тренировках \| \| НС \| Участвовал в квалификации, но не стартовал в гонке \| \| Т \| Травмирован или болен \| \| ОТК \| Отказ от участия \| \| НТР \| Прибыл на соревнования, но на трассу не выезжал \| \| НПР \| Был заявлен в числе участников, но не прибыл к началу соревнований \| \| О \| Соревнования отменены \| \| \| Не участвовал \| \| Поул-позиция \| \| \| Быстрый круг \| \| |                                                                    |
| Пример | Описание                                                           |
| 1 | Победитель                                                         |
| 2 | Второе место                                                       |
| 3 | Третье место                                                       |
| 5 | Финишировал, заработав очки                                        |
| Сход | Не финишировал, но при этом заработал очки                         |
| 12 | Финишировал, не получив очков                                      |
| НКЛ | Финишировал, но не попал в финальную классификацию                 |
| 15 | Участвовал вне зачёта, либо по отдельной классификации             |
| 18 | Не финишировал, но попал в финальную классификацию                 |
| Сход | Не финишировал                                                     |
| НКВ | Не прошёл квалификацию                                             |
| НПКВ | Не прошёл предквалификацию                                         |
| ДСК | Дисквалифицирован                                                  |
| ИСК | Исключён из протокола соревнований                                 |
| ТТ | Заявлен для участия только в тренировках                           |
| НС | Участвовал в квалификации, но не стартовал в гонке                 |
| Т | Травмирован или болен                                              |
| ОТК | Отказ от участия                                                   |
| НТР | Прибыл на соревнования, но на трассу не выезжал                    |
| НПР | Был заявлен в числе участников, но не прибыл к началу соревнований |
| О | Соревнования отменены                                              |
| | Не участвовал                                                      |
| Поул-позиция |                                                                    |
| Быстрый круг |                                                                    |

| Год  | Команда        | 1          | 2        | 3         | 4         | 5        | 6        | 7          | 8        | 9          | 10       | 11         | 12    | 13    | 14    | 15    | 16    | 17    | 18    | 19    | 20    | ЛЗ | Очки |
| ---- | -------------- | ---------- | -------- | --------- | --------- | -------- | -------- | ---------- | -------- | ---------- | -------- | ---------- | ----- | ----- | ----- | ----- | ----- | ----- | ----- | ----- | ----- | -- | ---- |
| 2009 | Trident Racing | ИСП 1 Сход | ИСП 2 20 | МОН 1 НКВ | МОН 2 НКВ | ТУЦ 1 14 | ТУЦ 2 18 | ВЕЛ 1 Сход | ВЕЛ 2 18 | ГЕР 1 Сход | ГЕР 2 15 | ВЕН 1 Сход | ВЕН 2 | ЕВР 1 | ЕВР 2 | БЕЛ 1 | БЕЛ 2 | ИТА 1 | ИТА 2 | АЛГ 1 | АЛГ 2 | 26 | 0    |

#### Результаты выступлений в GP2 Asia
| Легенда к таблице |                                                                    |
| --- | ------------------------------------------------------------------ |
| В таблице перечислены результаты всех гонок, в которых принимал участие гонщик. Строками таблицы являются сезоны, столбцами — этапы соревнований. В каждой клетке указаны сокращённое название этапа и результат, дополнительно обозначенный цветом. Расшифровка обозначений и цветов представлена в нижеследующей таблице. |                                                                    |
| \| Пример \| Описание \| \| ------------ \| ------------------------------------------------------------------ \| \| 1 \| Победитель \| \| 2 \| Второе место \| \| 3 \| Третье место \| \| 5 \| Финишировал, заработав очки \| \| Сход \| Не финишировал, но при этом заработал очки \| \| 12 \| Финишировал, не получив очков \| \| НКЛ \| Финишировал, но не попал в финальную классификацию \| \| 15 \| Участвовал вне зачёта, либо по отдельной классификации \| \| 18 \| Не финишировал, но попал в финальную классификацию \| \| Сход \| Не финишировал \| \| НКВ \| Не прошёл квалификацию \| \| НПКВ \| Не прошёл предквалификацию \| \| ДСК \| Дисквалифицирован \| \| ИСК \| Исключён из протокола соревнований \| \| ТТ \| Заявлен для участия только в тренировках \| \| НС \| Участвовал в квалификации, но не стартовал в гонке \| \| Т \| Травмирован или болен \| \| ОТК \| Отказ от участия \| \| НТР \| Прибыл на соревнования, но на трассу не выезжал \| \| НПР \| Был заявлен в числе участников, но не прибыл к началу соревнований \| \| О \| Соревнования отменены \| \| \| Не участвовал \| \| Поул-позиция \| \| \| Быстрый круг \| \| |                                                                    |
| Пример | Описание                                                           |
| 1 | Победитель                                                         |
| 2 | Второе место                                                       |
| 3 | Третье место                                                       |
| 5 | Финишировал, заработав очки                                        |
| Сход | Не финишировал, но при этом заработал очки                         |
| 12 | Финишировал, не получив очков                                      |
| НКЛ | Финишировал, но не попал в финальную классификацию                 |
| 15 | Участвовал вне зачёта, либо по отдельной классификации             |
| 18 | Не финишировал, но попал в финальную классификацию                 |
| Сход | Не финишировал                                                     |
| НКВ | Не прошёл квалификацию                                             |
| НПКВ | Не прошёл предквалификацию                                         |
| ДСК | Дисквалифицирован                                                  |
| ИСК | Исключён из протокола соревнований                                 |
| ТТ | Заявлен для участия только в тренировках                           |
| НС | Участвовал в квалификации, но не стартовал в гонке                 |
| Т | Травмирован или болен                                              |
| ОТК | Отказ от участия                                                   |
| НТР | Прибыл на соревнования, но на трассу не выезжал                    |
| НПР | Был заявлен в числе участников, но не прибыл к началу соревнований |
| О | Соревнования отменены                                              |
| | Не участвовал                                                      |
| Поул-позиция |                                                                    |
| Быстрый круг |                                                                    |

| Год     | Команда        | 1     | 2     | 3     | 4     | 5     | 6     | 7     | 8     | 9        | 10       | 11       | 12         | Место | Очки |
| ------- | -------------- | ----- | ----- | ----- | ----- | ----- | ----- | ----- | ----- | -------- | -------- | -------- | ---------- | ----- | ---- |
| 2008-09 | Trident Racing | КИТ 1 | КИТ 2 | ОАЭ 1 | ОАЭ 2 | БАХ 1 | БАХ 2 | КАТ 1 | КАТ 2 | МАЗ 1 17 | МАЗ 2 19 | БАХ 1 17 | БАХ 2 Сход | 38    | 0    |